# Мирослав Хајн
Мирослав Хајн (чеш. Miroslav Hajn; Жамберк, 21. април 1894 - Праг, 6. септембар 1963) био је аеронаутичар, инжењер и универзитетски професор. Целог свог радног века бавио се пројектовањем авиона и опреме за авионе. Оставио је неизбрисив траг у Чехословачкој авиоградњи и ваздухопловству између два рата и након Другог светског рата.
Мирослав Хајн је изненада преминуо од можданог удара у својој кући 6. септембра 1963. Био је последњи из плеаде знаменитих чехословачких конструктора авиона с почетка 1920-их година двадесетог века.

## Биографија
Мирослав Хајн је рођен у Жамберку 21. септембра 1894. Отац му је био др. Антонин Хајн, истакнути политичар, новинар и издавач. Мирослав није пошао очевим стопама него се определио за сасвим другу област – технику. Основну и средњу школу је похађао у родном месту.
Као средњошколац, заинтересован за летење, превео је немачку књигу „Млади авиатик” на чешки. Књигу је објавила издавачка кућа његовог оца 1911. године као прву књигу о моделарству на Чешком. Захваљујући овој књизи упознао је Павла Бенеша, још једног будућег великана чехословачког ваздухопловства и захваљујући тој књизи постали су блиски и доживотни пријатељи. 
После завршене гимназије, било је то 1912. године уписује се заједно са својим пријатељем Павелом Бенеш на машински одсек Чешког техничког факултета универзитета у Прагу (ЧВУТ). На факултету се упознају са још једним студентом истог интересовања Антонином Хусником (будућим власником фабрике АЕРО). Пошто су сва тројица превазишла фазу моделарства, кренули су даље па су 13. октобра 1913. и покренули су иницијативу за формирање чешког ваздухопловног клуба који ће касније прерасти у Аероклуб Републике Чехословачке.
Први светски рат је прекинуо студирање М. Хајна 1916. његовим одласком у војску.

### Радна биографија
Убрзо после Првог светског рата у лето 1919. године, Павел Бенеш и Вацлав Мали оснивају компанију Авиа – предузеће за производњу и поправку авиона. Мирослав Хајн је од почетка радио у новој компанији и заједно са Павелом Бенешом постао је њихов главни пројектант.
Почетком маја 1920. године Бенеш и Хајн су почели да пројектују авион под ознаком БХ-1 Екпериментал. Радови су брзо напредовали и авион је почео постепено да се производи у радионици Авиа. После интензивног рада, 13. октобра 1920. први авион марке Авиа је заиста полетео. Након првог успеха и патентирања моноплана почела је да се рађа читава фамилија авиона који су носили словну ознаку BH од почетних слова презимена пројектаната Бенеш и Хајн. Бројем је означен редни број авиона у фамилији. 

#### Заједнички пројекти авиона Бенеш-Хајн у Авији
- Авија BH-1 (1920)  - експериментални, двосед, моноплан, нискокрилац, прототип 1 ком.
- Авија BH-3 (1921)  - ловац, једносед, моноплан, нискокрилац, серијска производња 10+2 ком.
- Авија BH-4 (1922)  - ловац, једносед, моноплан, нискокрилац, прототип 1 ком.
- Авија BH-6 (1923)  - ловац, једносед, двокрилац, прототип 1 ком.
- Авија BH-7 (1923)  - ловац, једносед, моноплан, парасол, прототип 2 ком.
- Авија BH-8 (1923)  - ловац, једносед, двокрилац, прототип 1 ком.
- Авија BH-17 (1924) - ловац, једносед, двокрилац, серијска производња 24 ком.
- Авија BH-19 (1924) - ловац, једносед, моноплан, прототип 1 ком.
- Авија BH-21 (1925) - ловац, једносед, двокрилац, серијска производња 139 ком.
- Авија BH-22 (1926) - акробатски, тренажни, једносед, двокрилац, серијска производња 39+1 ком.
- Авија BH-23 (1925) - ноћни ловац, једносед, двокрилац, прототип 2 ком.
- Авија BH-26 (1926) - вишенаменски, двосед, двокрилац, серијска производња 9 ком.
- Авија BH-28 (1927) - вишенаменски, двосед, двокрилац, прототип 1 ком.
- Авија BH-33 (1928) - ловац, једносед, двокрилац, серијска производња 187 ком.

Године 1926. Авију је купио концерн Шкода из Плзена, а крајем 1929. Мирослав Хајн, Павел Бенеш и група колега отишли су у ЧКД - Прага. Њихово ново одељење ваздухопловства основано је у пролеће 1930. и одмах наставило са радом на новим пројектима. За кратко време овде су створени тренажни авиони Е-39 и Е-41 и прототипови ловаца Е-44 и Е-45. Међутим, М.Хајн је због болести 1933. године напустио предузеће ЧКД Прага. У Фабрици војних авиона Летов почиње да ради 1935. године. 7. децембра 1937. добија диплому инжењера (коју није могао да добије јер је морао да прекине студије 1916. због избијања Првог светског рата), том приликом је одликован од Министарства јавних радова. У пролеће 1939. отишао је на студијско путовање у САД, када се вратио његова земља је била Немачки протекторат. Фабрику војних авиона Летов (преименовану у Flugzeugwerke Letov након окупације у марту 1939.) напустио је 1942. године, а затим радио као главни конструктор фабрике авиона Мраз у  Хоцењу где је наследио свог пријатеља инж. Бенеша. Тамо је до краја рата радио на производњи неколико типова авиона за Лутвафе, али је истовремено у слободно време правио прорачуне за туристички авион. Авион М-1 Сокол почео је да се производи одмах по ослобођењу и постигао је велики технички и комерцијални успех. У Праг се вратио 1945. године. 

### Образовни и научно истраживачки рад
Инжењер М. Хајн је докторирао 21. марта 1946. из области техничких наука а 1948. године постављен је за професора на ЧВУТ у Прагу, где је руководио Институтом за конструкцију авиона. Почетком педесетих година студијe авионских конструкција су пребачене на новоосновану Војнотехничку академију у Брну. М. Хајн је остао у Прагу и наставио да ради на Чешком техничком универзитету у Прагу (ЧВУТ) на новом одсеку за фину механику и оптику. Написао је низ наставних текстова, есеја и сценарија.
Пројектовао је читав низ инструмената који се користе за мерења и испитивања у ваздухопловству. У слободном времену, за своју душу, бавио се мотоциклима, часовницима и проучавањем птица: "целог живота га је занимало како је могуће да могу да једре много боље од најсавршенијих авиона".